# Van der Bekepolder
De Van der Bekepolder is een polder ten zuidwesten van Waterlandkerkje, behorende tot de Eiland- en Brandkreekpolders.
De polder ontstond in 1772, toen een aantal bochten in de Passageule werden rechtgetrokken. Hierdoor kwam een deel van Het Eiland, dat behoorde tot de Oude Passageulepolder zuidelijk deel, ten noorden van de Passageule te liggen, en dit vormde sindsdien een afzonderlijke polder, die 27 ha groot was.
In 1788 werden deze gronden verkocht aan de familie Van der Beke, en aldus kwam de polder aan zijn naam.
De polder ligt ter weerszijden van de Van der Bekeweg.